# Dattatreya

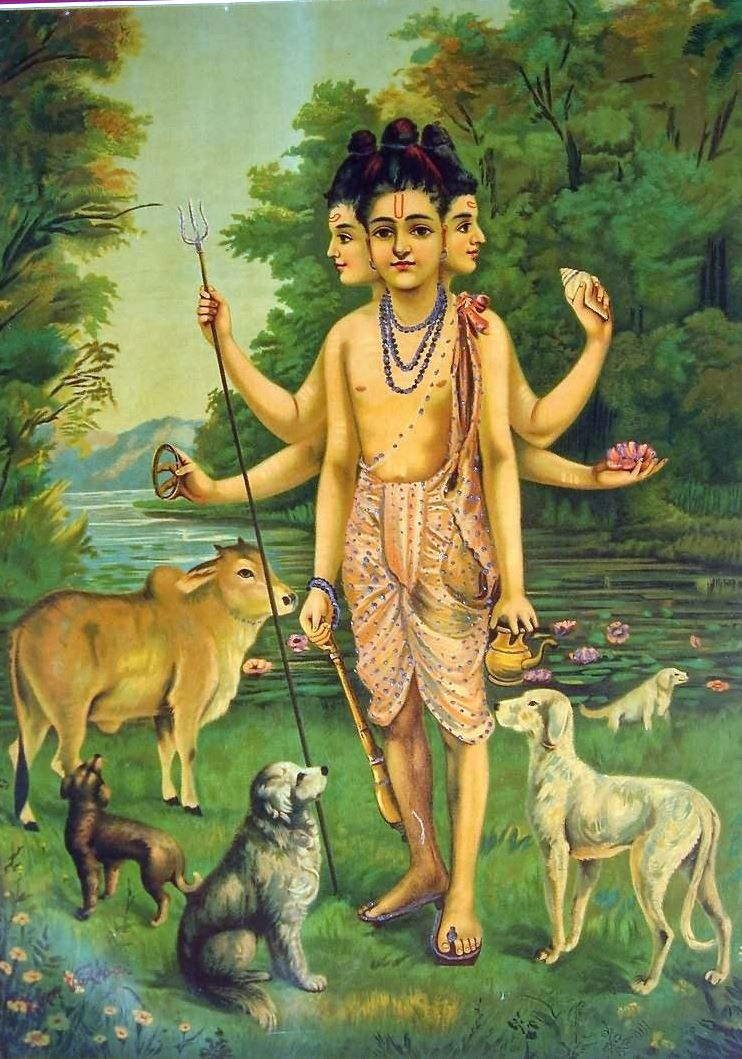
„Dattatreya“ von Raja Ravi Varma

Dattatreya (Sanskrit दत्तात्रेय dattātreya, m., wörtl.: ‚der dreifach Begabte‘, Kurzform: „Datta“) ist eine Gottheit des Hinduismus. Er ist eine Verkörperung der Dreigestalt (Trimurti), d. h., er vereint die Aspekte von Brahma (Schöpfung), Vishnu (Erhaltung) und Shiva (Zerstörung) in sich. Er spiegelt somit das zyklische Prinzip wider, das allem Lebendigen innewohnt. In der indischen Mythologie ist er der Sohn des weisen Ehepaars Atri and Anasuya. Dattatreya wird als Adiguru – d. h. als oberster Guru – betrachtet.
Er wird dargestellt als eine dreiköpfige männliche Gestalt in safrangelben Asketengewändern, die sechs Arme aufweist. Begleitet wird er von einer Kuh und vier Hunden, die die vier Veden symbolisieren. Die Kuh wird als Kamadhenu bezeichnet, die sämtliche Wünsche erfüllt. Oft ist im Hintergrund ein Audumbara-Baum (eine Art des Feigenbaums) zu sehen, der ein Symbol für den (göttlichen) Nektar ist.
Dattatreya ist der Sprecher des Buches Avadhuta Gita.
Eine Tradition der Dattatreya-Verehrung gibt es vor allem im südlichen Maharashtra und im angrenzenden nördlichen Karnataka. In Ganagapura bei Gulbarga im Norden Karnatakas gibt es einen Dattatreya-Tempel. Außerdem verehren die Nath-Yogis, eine wichtige indische Yoga-Schule, Dattatreya als einen Begründer ihrer Lehre.

## Selbsterziehung: Die 24 Gurus des Dattatreya
Der junge Dattatreya ist in den Hindu-Texten als derjenige berühmt, der mit nichts und ohne Lehrer seinen spirituellen Weg begann und die Selbsterkenntnis während seiner Sannyasi-Wanderungen durch Naturbeobachtungen erlangte, welche ihm als seine vierundzwanzig Lehrer dienten. Diese Lehre ist sinnbildlich für den hinduistischen Glauben, insbesondere der Aspekt Ideen, Lehren und Praktiken aus allen für das Individuum möglichen Quellen zu beziehen und durch eigene Anstrengung zu praktizieren.
Die 24 Lehrer Dattatreyas sind:
|     | Guru         | Beobachtung | Dattatreya's Lehre |
| 1.  | Erde         | Unerschütterlich produktiv, tut ihr Dharma (Pflicht), wird missbraucht, heilt und ist beständig im Geben von Nahrung. | Nachsicht, bleibt ungestört, auch wenn sie unterdrückt wird und heilt unaufhörlich weiter, auch wenn andere dich verletzen. |
| 2.  | Wind         | Geht durch alles und jeden hindurch, unverändert, ungebunden, wie die Wahrheit; wird manchmal zum Sturm, stört und verändert die Welt, wie die Wahrheit. | Sei frei wie der Wind, doch entschlossen, deiner eigenen Kraft treu zu sein. |
| 3.  | Himmel       | Das Höchste hat keine Grenzen, keine Begrenzungen, ist unbeeinflusst, auch wenn Wolken und Gewitter kommen und gehen. | Das Höchste in sich selbst, der Atman (das Selbst, die Seele) hat keine Grenzen, es ist undifferenziert, nicht dual. Was auch immer passiert, lass die Wolken der Materialität vorüberziehen, sei eins mit deiner Seele und dem Universellen Selbst.                                    |
| 4.  | Wasser       | Dient allen ohne Stolz, ohne Diskriminierung; ist für jeden durchsichtig; reinigt und schenkt jedem Leben, den es berührt. | Ein Heiliger diskriminiert niemanden und ist niemals arrogant, lässt sich von anderen verunreinigen, bleibt aber immer rein und reinigt |
| 5.  | Feuer        | Läutert und reformiert alles, womit es in Berührung kommt, seine Energie formt die Dinge. | Die Hitze des Wissens reformiert alles, womit sie in Berührung kommt. Um sich selbst zu formen, braucht man die Energie des Lernens. |
| 6.  | Mond         | Nimmt zu und ab, aber seine Einheit ändert sich nicht. | Geburt, Tod, Wiedergeburt und der Zyklus der Existenz ändern nicht die Einheit der Seele. Wie der Mond ist sie eine kontinuierliche, ewige Realität. |
| 7.  | Sonne        | Sie ist die Quelle des Lichts und gibt ihre Gabe an alle Geschöpfe aus Pflichtgefühl. In Regenpfützen spiegelt sie sich und scheint in jeder Pfütze anders zu sein, und doch ist sie die gleiche Sonne.                                                                    | Die Seele mag in verschiedenen Körpern unterschiedlich erscheinen, doch alle sind miteinander verbunden und die Seele ist in allen gleich; wie die Sonne muss man seine Gaben aus Pflichtgefühl teilen.                                                                                 |
| 8.  | Tauben       | Sie erleiden Verluste in den Händen gewalttätiger Jäger, warnen vor zwanghafter Bindung an irgendjemanden oder an materielle Dinge in dieser Welt. | Sei nicht zwanghaft, konzentriere dich nicht auf vergängliche Dinge wie Schaden oder persönlichen Verlust, das menschliche Leben ist ein seltenes Privileg, um zu lernen, die eigene Seele zu entdecken und Moksha (Befreiung) zu erreichen.                                            |
| 9.  | Python       | Frisst, was ihr in den Weg kommt und macht das Beste aus dem, wer/was sie verzehrt. | Sei zufrieden mit dem, was du hast und mach das Beste aus den Gaben des Lebens. |
| 10. | Hummel       | Aktiv und arbeitet hart, um ihre Reserven aufzubauen. Sie fliegt zieildirekt die Blumen an, aber ist wählerisch und diskret, harmoniert mit den Blumen und tötet oder verbraucht nie zu viel.                                                                              | Aktiv sein, direkt zu den Quellen des Wissens gehen, Weisheit aus allen Quellen suchen, aber den Nektar wählen, sanft sein. Harmonisch leben und andere oder andere Ideologien in Frieden lassen, wenn es sein muss.                                                                    |
| 11. | Imker        | Profitiert von Honigbienen | Sehnt sich nicht nach materiellen Freuden oder danach, Schätze anzuhäufen, denn weder der Körper noch der materielle Reichtum haben jemals Bestand. |
| 12. | Falke        | Hebt einen großen Brocken Futter auf, aber andere Vögel belästigen ihn. Wenn er sein Futter fallen lässt, lassen ihn andere Vögel in Ruhe. | Nimm was du brauchst, nicht mehr. |
| 13. | Ozean        | Klar an der Oberfläche, aber tief und ungestört im Inneren. Er empfängt zahlreiche Flüsse und bleibt doch derselbe. | Lass dich nicht von den Flüssen der Sinneseindrücke stören der zu sein, der du tief im Inneren bist. Erkenne deine Tiefen, suche Selbsterkenntnis und sei unbeirrt vom Leben und vom Gleichgewicht.                                                                                     |
| 14. | Motte        | Wird von ihren Sinnen getäuscht. Sie fliegt in das Feuer, was sie tötet. | Hinterfrage deine Sinne, hinterfrage, was andere dir erzählen, hinterfrage, was du siehst. Wisse, dass die Sinne täuschen können und suche die Vernunft. |
| 15. | Elefant      | Wird von seiner Begierde getäuscht, rennt dem Geruch eines möglichen Partners hinterher und fällt in eine von Mahouts gemachte Grube, wird dann gefesselt und benutzt. | Begehre nicht nach etwas oder jemandem und tappe nicht in die Fallen anderer oder in die Fallen der Sinnesbefriedigung. |
| 16. | Hirsch       | Wird von seiner Angst getäuscht, von Jägern, die Trommeln schlagen und ihn in einem Netz auflauern. | Fürchte dich nicht vor dem Lärm, und erliege nicht dem Druck, den andere auf dich ausüben. |
| 17. | Fisch        | Wird durch den Köder getäuscht und so in den Tod gelockt. | Giere nicht nach den Brotkrümeln, die dir jemand vorsetzt. Es gibt überall viele bessere Möglichkeiten. |
| 18. | Kurtisane    | Taucht ein in das flüchtige Vergnügen mit dem Körper, fühlt sich aber durch das sinnlose Leben niedergeschlagen und zieht schließlich weiter. | Viele prostituieren ihre Zeit, ihre Selbstachtung und ihre Prinzipien aus verschiedenen Gründen, fühlen sich aber von ihrer Karriere und ihren Lebensumständen niedergeschlagen, suchen nach Sinn und Spiritualität im Leben und gehen dann dazu über, Dinge zu tun, die sie gerne tun. |
| 19. | Kind         | Lebt ein Leben in unschuldiger Glückseligkeit. | Sei ein Kind: neugierig, unschuldig, glückselig. |
| 20. | Jungfrau     | Sie ist arm, versucht aber ihr Bestes, um ihre Familie und Gäste zu ernähren, während sie für ihre Gäste kocht, vermeidet sie es, Aufmerksamkeit auf ihre Küche und ihre Armut zu lenken, indem sie alle ihre Armreifen zerbricht, so dass sie nicht aneinander klimmpern. | Ein Yogi sucht keine Aufmerksamkeit. Er erreicht mehr durch Einsamkeit. |
| 21. | Schlange     | Lebt in jedem Loch, das ihr über den Weg läuft und häutet sich bereitwillig, um die alte schlechte Haut loszuwerden. | Ein Yogi kann an jedem Ort leben. Er ist bereit alte Ideen und Körper für die Wiedergeburt seines Geistes zu häuten. |
| 22. | Pfeilschmied | Der Beste war so in seine Arbeit vertieft, dass er den Zug des Königs, der an ihm vorbeizog, nicht bemerkte. | Konzentriere dich auf das, was du gerne tust. Intensive Konzentration ist der Weg zur Selbstverwirklichung. |
| 23. | Spinne       | Baut ein wunderschönes Netz, zerstört es und verlässt es, um dann wieder neu anzufangen. | Verstricke dich nicht in deinem eigenen Netz, sei bereit, es aufzugeben, gehe mit deinem Atman (deiner Seele). |
| 24. | Raupe        | Beginnt sein Leben verschlossen in einem winzigen Kokon und wird schließlich zu einem Schmetterling. | Lange Reisen fangen klein an, so wie ein Schüler unbedeutend anfängt, aber schließlich ein spiritueller Meister wird. |